# Déli szakállasagáma
A déli szakállasagáma (Pogona nullarbor) a hüllők (Reptilia) osztályának a pikkelyes hüllők (Squamata) rendjéhez, ezen belül a gyíkok (Sauria vagy Lacertilia) alrendjéhez, a leguánalakúak (Iguania) alrendágához és az agámafélék (Agamidae) családjához tartozó gyík faj.

## Előfordulása
Kizárólag Ausztrália déli részén, a Nullarbor-alföldön fordul elő, ezért csak 1976-ban fedezték fel.

## Megjelenése
Ez a legnagyobb termetű szakállasagáma-faj. A kifejlett példányok elérhetik a 130–140 cm-t. A többi szakállasagámától markánsan megkülönböztetik nagyobb, 3-7 sorban álló pikkelytüskéi – ezek a sorok a test hossztengelye mentén esetenként felbomlanak.